# Tranvia di Sintra
La tranvia di Sintra (in portoghese, Elétrico de Sintra) è una tranvia "storica", a carattere stagionale, a scartamento metrico e a trazione elettrica che collega, dal 1904, la città di Sintra a Praia das Maçãs, in Portogallo, con un tragitto di poco meno di 13 km. Il servizio è gestito dalla Municipalità di Sintra e funziona, di regola, nei fine settimana del periodo balneare.

## Caratteristiche
| Unknown route-map component "uexKHSTa" |

| Unknown route-map component "uexHST" |

| Urban head station, unused through track |

| Urban stop on track |

| Unknown route-map component "uABZgl" | Unknown route-map component "uSTR+r" |  |

| Urban station on track | Urban non-passenger end station |  |

| Urban stop on track |

| Urban stop on track |

| Urban stop on track |

| Unknown route-map component "uABZgl" | Unknown route-map component "uKDSTeq" |  |

| Urban stop on track |

| Urban end station, unused through track |

| Unused straight waterway |

| Unknown route-map component "uexKHSTe" |

Il tracciato è essenzialmente extraurbano e segue spesso il sinuoso percorso stradale. Supera un dislivello di circa 190 m tra Estefânia e il ponte sulla Ribeira de Colares, quindi scende da circa 200 m a 70 in meno di 3 km.
Lo scartamento è metrico; i binari sono montati su traverse di legno o di cemento poggiate su massicciata in pietrisco quando corre in sede propria e annegata nella terra battuta con controrotaia quando è in sede stradale. L'alimentazione è da filo di contatto tenuto da mensole montate su pali. Il binario è unico, raddoppiato solo in alcuni punti per gli incroci.
Le otto fermate sono dotate di pensiline per l'attesa dei passeggeri; alcune di esse sono quelle originali della linea.
Il tempo di percorrenza è di circa 45 minuti. Le corse sono effettuate nei fine settimana, da giovedì o venerdì a domenica; nei restanti giorni, eccetto il lunedì, solo a noleggio.
Il servizio inizia di regola a luglio e termina ad ottobre.

## Storia

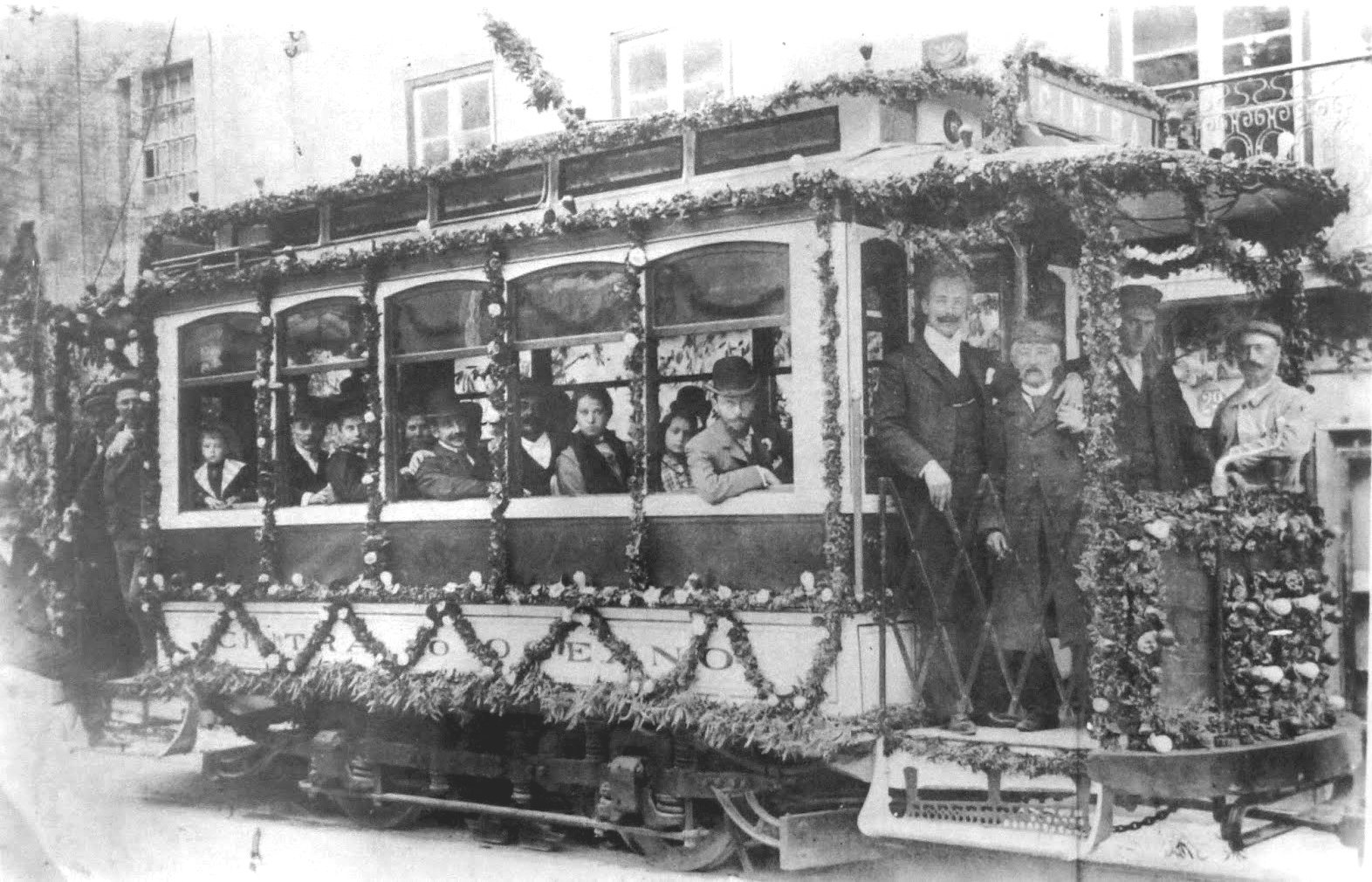
Tram parato a festa per l'inaugurazione il 31 marzo 1904

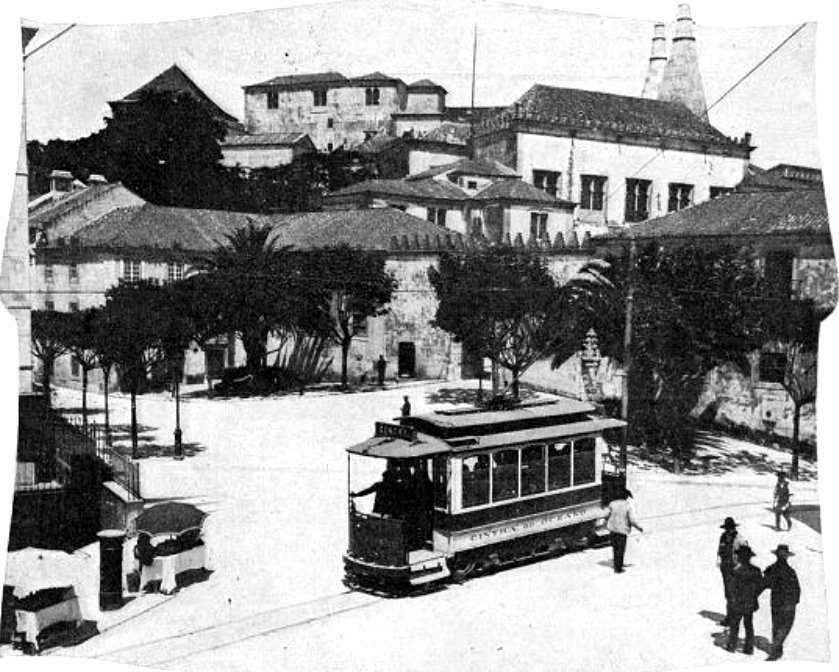
Tram al capolinea Vila Velha di Sintra

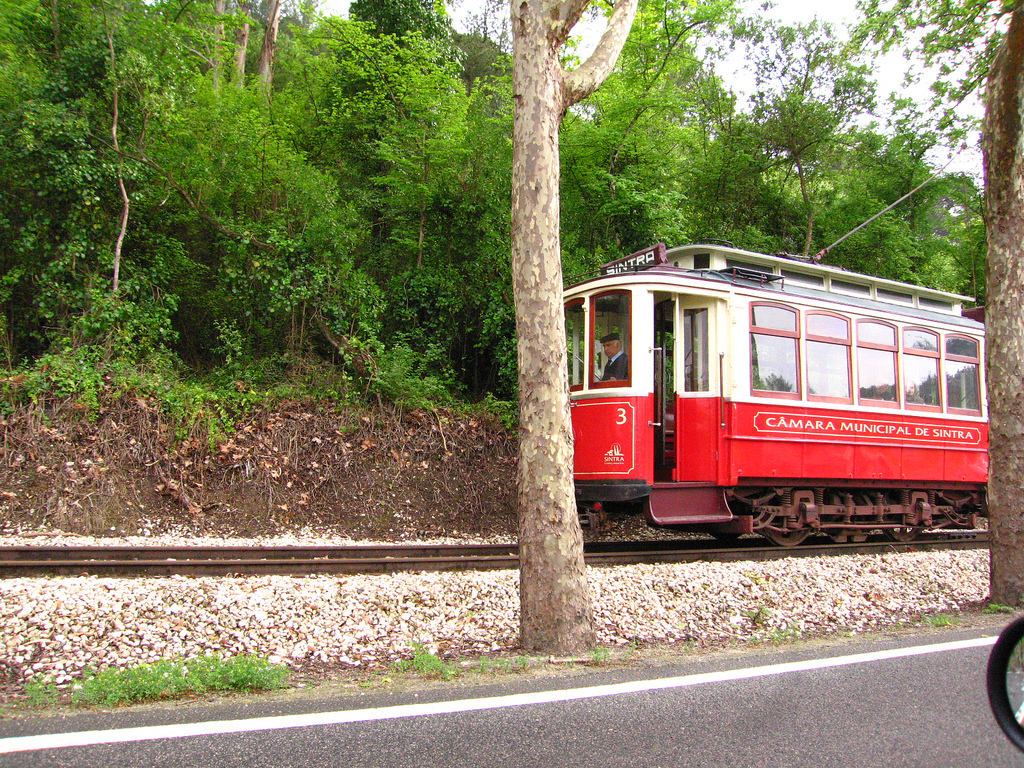
Tram n. 3 del 1903 in corsa nel 2005

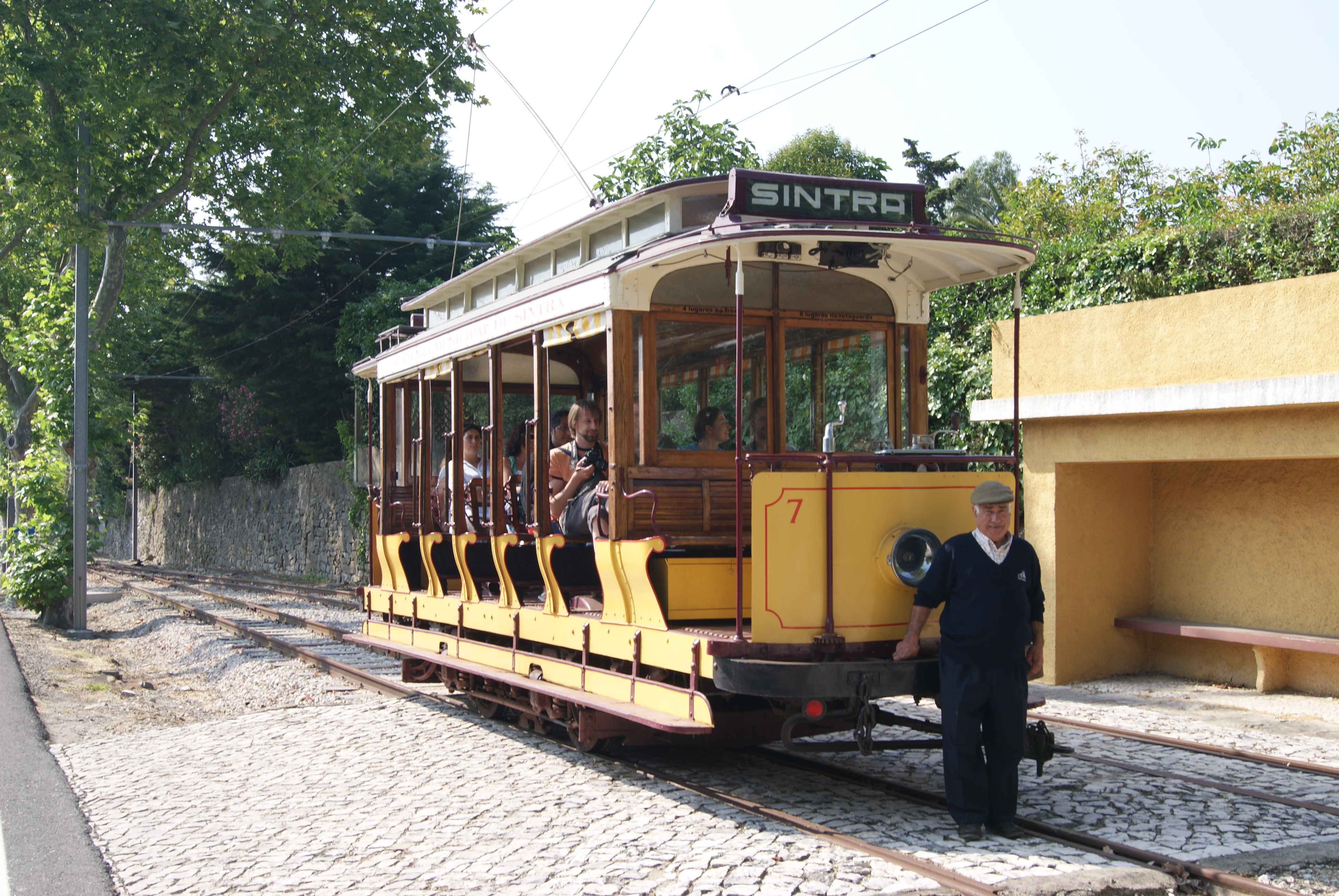
Tram n. 7 ripreso nel 2010

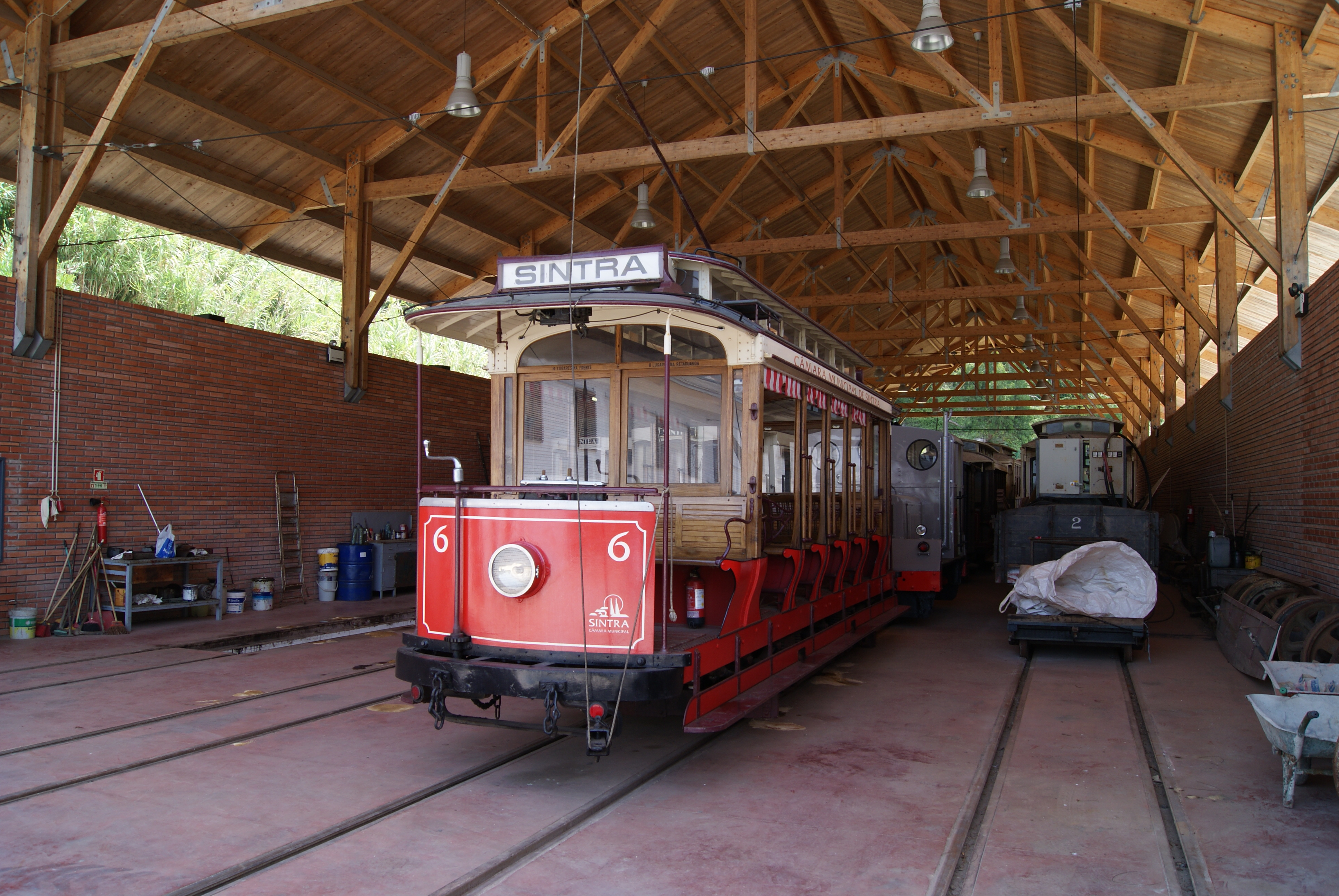
Tram aperto n. 6 Brill nella rimessa di Ribeira nel 2010

### Prodromi
L'idea di un collegamento su rotaia Sintra-Colares e per Praia das Maçãs nacque nel 1886. Altre proposte sorsero negli anni successivi ma senza esito.
Alla fine del 1895 fu bandito un concorso per realizzare una tranvia a scartamento ridotto. Nel novembre 1898 il Municipio di Sintra accordò a Nunes de Carvalho e Emídio Pinheiro Borges la concessione, per 99 anni, a costruire ed esercire una strada ferrata tra Sintra e Praia das Maçãs. Nel luglio 1900 fu costituita la Companhia do Caminho de Ferro de Cintra à Praia das Maçãs. Alla fine del 1901 i lavori furono iniziati con l'intento di ultimarli entro l'anno seguente.

### Costruzione e ulteriori progetti
Nel 1902 fu approntata la massicciata tra Sintra e Colares con la previsione di terminare i lavori entro settembre. In maggio la Compagnia ottenne dalle autorità minicipali di Sintra l'autorizzazione a costruire entro il territorio qualsiasi ulteriore diramazione.
La costruzione della linea nella zona di Estefânia iniziò in agosto 1902. Il materiale rotabile fu ordinato alla J. G. Brill Company di Filadelfia e consegnato l'anno dopo. 
A fine anno la Companhia affidò alla Westinghouse Electric Corporation l'incarico di realizzare tutte le infrastrutture e apparecchiature elettriche necessarie alla circolazione nel tratto Sintra - Praia das Maçãs e per il progettato tratto Sintra - São Pedro nonché l'illuminazione elettrica a Sintra, São Pedro e Colares entro il 31 maggio 1903.
All'inizio del 1903 la Companhia chiese al Governo l'autorizzazione a proseguire la linea fino a São Pedro e a utilizzare rotaie Vignole. In ottobre 1903 venne annunciata la messa in servizio, nel mese successivo, degli 8 tram e il 13 novembre avvennero i primi collaudi; il 22 venne effettuata una corsa prova, tra la centrale elettrica e Sintra, con a bordo il Consiglio di amministrazione della compagnia, i giornalisti e i tecnici delle varie ditte coinvolte. La Companhia cercava di inaugurare entro il Natale il tratto Sintra-Colares ma in dicembre venne annunciata l'inaugurazione per il 1º gennaio seguente.
Nel corso di un'assemblea generale della "Companhia" il 25 novembre 1903 si discusse, tra l'altro, di un progetto per una diramazione su Monte Estoril e Cascais. Il progetto non ebbe seguito ad eccezione del prolungamento su Azenhas do Mar.

### L'esercizio passa di mano in mano (1904-1947)
| Date di esercizio | Nome società                                                           |
| ----------------- | ---------------------------------------------------------------------- |
| 1900-1904         | Companhia do Caminho de Ferro da Sintra a Praia das Maçãs (fondazione) |
| 1904-1914         | Companhia Cintra ao Oceano (cambio di nome)                            |
| 1914-1967         | Companhia Sintra-Atlântico (annessione)                                |
| 1967-1975         | Gruppo Eduardo Jorge (acquisizione)                                    |
| 1975-1986         | Rodoviária Nacional (nazionalizzaione)                                 |
| 198X-199X         | Rodoviária do Tejo (scorporo)                                          |
| 199X-1996         | Rodoviária de Lisboa (privatizzazione)                                 |
| 1996-?            | Grupo Stagecoach (acquisizione)                                        |
| ?-?               | Scotturb (acquisizione)                                                |
| 2013-             | Municipio di Sintra (requisizione)                                     |

Nel 1904 la Companhia do Caminho de Ferro de Cintra à Praia das Maçãs cambiò denominazione in Companhia Cintra ao Oceano L'inaugurazione del primo tratto, V.ª Velha - Colares, di 8900 m, avvenne il 31 marzo 1904, seguita il 10 luglio dalla tratta Colares - Praia das Maçãs di 3785 m.
Alla fine del 1914, la Companhia Cintra ao Oceano fallita venne sostituita dalla Companhia Sintra-Atlântico fino al 1946.

### Esercizio, decadenza e chiusura
Nel novembre 1921 la tranvia fu utilizzata dai vigili del fuoco per il trasporto dei materiali occorrenti da Sintra a Praia das Maçãs dove era scoppiato l'incendio dell'Hotel Royal Belle Vue.
Il 31 gennaio 1930 fu inaugurato il prolungamento da Praia das Maçãs ad Azenhas do Mar (1915 m) nato per iniziativa dei residenti del posto.
L'aumento del traffico privato su strada sottrasse traffico passeggeri alla tranvia Elétrico de Sintra' che fu usata in modo promiscuo anche per il trasporto di merci essenzialmente agricole, vino in botti fino alla stazione di Sintra e perfino concime.
Ancora nel 1947 il saldo commerciale della tranvia era positivo ma nel 1950 il passivo di bilancio della Companhia Sintra-Atlântico era salito a 213 mila escudos.
Una nuova amministrazione, nel luglio 1951, cercò di risollevare l'azienda mediante l'acquisto di cinque nuovi rotabili. Tuttavia, dal 1953, il servizio venne limitato alla stagione estiva e all'eventuale utilizzazione su richiesta.
Nel 1955 fu chiuso il prolungamento Praia das Maçãs -Azenhas sul quale, già dal 1951, la stessa società effettuava un autoservizio. Nel 1958 veniva chiuso l'altro tratto estremo tra Sintra V.ª Velha e la stazione di Sintra motivandolo con esigenze urbanistiche.
In agosto 1967 la Companhia Sintra-Atlântico venne acquisita dal gruppo, del settore autotrasporti, Eduardo Jorge il quale mantenne solo un minimo di trasporto su rotaia sopprimendolo del tutto il 17 settembre 1974.
Nonostante le molte proteste il 18 luglio 1975 il "Ministério dos Transportes e Comunicações" autorizzò la chiusura della tranvia, sostituita da un autoservizio gestito dalla Rodoviária Nacional creata allo scopo. Il materiale rotabile rimase accantonato per cinque anni.

### Tentativi di ripristino
Il 15 maggio 1980 fu ripristinata la circolazione tra Banzão e Praia das Maçãs di circa 3 km che era in condizioni meno degradate con l'impiego di due rotabili, il n. 1 (a cassa aperta) e il n. 3 (a cassa chiusa). L'esercizio venne svolto in maniera precaria dato il degrado; nel 1993 dopo alcuni deragliamenti venne decisa una nuova sospensione.

### Nuova privatizzazione

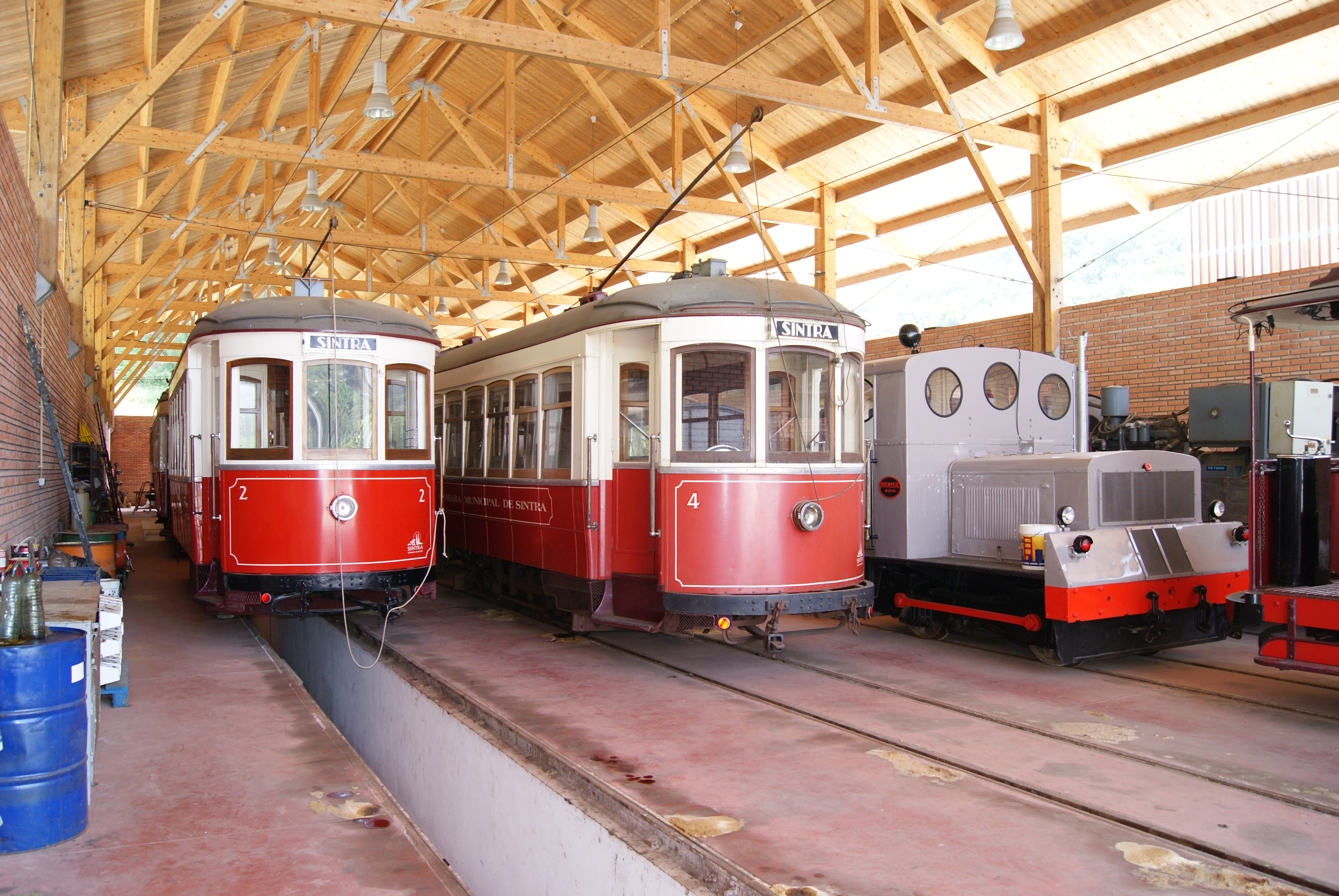
Parata di rotabili nella rimessa di Ribeira

Tra 1994 e 1995 venne consentito un esercizio provvisorio a carico di privati ma nel 1995 venne sospeso per procedere alla manutanzione della via. 
L'acquisizione da parte di Rodoviária de Lisboa detentrice della concessione per il gruppo Stagecoach seguirono lunghe trattative per stabilire condizioni e premesse con le autorità municipali. Vennero previsti rinnovamenti strutturali del binario e della linea elettrica durante il 1996, infine, il 16 settembre 1997 riprese la circolazione tra Banzão e Praia das Maçãs e il 30 ottobre nel tratto Ribeira de Sintra - Banzão per cinque giorni alla settimana con otto corse tra 10:30 e 17:30.
La flotta di servizio, con deposito a Banzão consisteva di tre tram (n. 1, 3 e 4) e una locomotiva Diesel con carri merci aperti. Nel 1997, dopo un restauro nelle officine dell'Elétricos de Lisboa si aggiunse il tram n. 4, del 1924. Nel 1998 vennero rimessi in opera gli altri 5 tram accantonati a Banzão e furono aggiunti altri quattro veicoli provenienti dall'Elétricos de Lisboa.
Nel periodo avvennero due passaggi di gestione: dal Gruppo Stagecoach a Scotturb e da questo alla municipalità di Sintra. Il servizio venne sospeso nel 2001 e ripreso l'estate successiva.

### Ritorno alla gestione pubblica

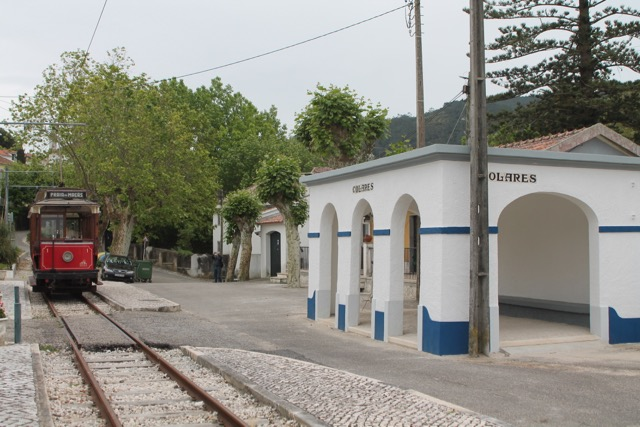
Tram n. 1 in arrivo a Colares il 7 maggio 2013

Anche se era stata prevista per il 1998 la circolazione tra Ribeira ed Estefânia fu ripresa il 4 giugno 2004 nella ricorrenza del centenario della tranvia. La ricostruzione e la ripresa del servizio tra Estefânia, la stazione di Sintra e Sintra V.ª Velha prevista per il 1998 non fu invece attuata dal Gruppo Stagecoach.
La tratta Ribeira de Sintra - Praia das Maçãs fu nuovamente sospesa nel 2008 limitando il servizio al tratto Estefânia-Ribeira a causa del degrado dell'infrastruttura. Tra 2009 e 2011 furono eseguiti alcuni lavori di rinnovo dell'armamento.
Alla fine del 2011 la caduta di un albero danneggiò circa 1 km di linea provocando la sospensione del servizio che riprese il 3 agosto del 2012.

### La tranvia diviene patrimonio storico-culturale
Nel 2013 la camera municipale di Sintra riscontrato il parere negativo della direzione generale del patrimonio culturale alla conservazione della tranvia come patrimonio storico-culturale si assunse l'onere di classificare come proprietà di interesse tutte le infrastrutture della tranvia urbana e del materiale rotabile ritenendo necessario proteggere la linea secolare non solo quale ricordo ma anche per la particolarità dell'antico mezzo di trasporto. Il 30 marzo 2014 vennero approntati i festeggiamenti per il 110º anno dalla fondazione. Il servizio riorganizzato su base estiva e anche in maniera ridotta nel periodo settembre-aprile è proseguito negli anni successivi.